# Джано дел'Умбрия
Джа̀но дел'У̀мбрия (на италиански: Giano dell'Umbria) е малко градче и община в Централна Италия, провинция Перуджа, регион Умбрия. Разположено е на 546 m надморска височина. Населението на общината е 3826 души (към 2010 г.).